# Borbánya
Borbánya Nyíregyháza városrésze, korábban Oroshoz tartozott.

## Története
Borbánya eredetileg Oros szőlőtelepe volt, amely mára szintén Nyíregyháza városrésze.

### Nevének eredete
Borbánya nevének eredetére kettő elmélet is létezik. A kevésbé valószínű szerint a bőséges bortermelés miatt nevezték el így, ami azért valószínűtlen, mert a szőlők telepítésekor már így hívták a települést. A másik, hihetőbb elképzelés szerint a juhbőrök cserzésekor gödröt használtak, és innen származik a „bőrbánya” vagy „bűrbánya” elnevezés, amiből az ékezet lekopásával Borbánya lett.

## Tömegközlekedés
Borbányán található a 2, 13, 13Y, 22, 25, 96 és a H32 jelzésű autóbuszviszonylatok végállomása, emellett a 97-es és 902-es autóbuszokkal is megközelíthető a városrész.

## Kiemelkedő épületek
- Nyíregyházi Móra Ferenc Általános Iskola Petőfi Sándor Tagintézménye
- Tündérkert Keleti Óvoda Százszorszép Tagintézmény
- Művelődési ház
- Posta
- Orvosi rendelő
- Lőtér
- Rádiótorony
- Temető
- Szent László-templom
- Kamilliánus rendház
- Zarándokház
- Boldog Romzsa Tódor Görögkatolikus Templom
- Evangélikus templom

## Híres személyek

### Itt született
- Szuhánszki János metodista lelkész 1922. december 7-én